# بولين تشن
بولين تشان بو لين (23 مايو 1973 - 31 يوليو 2002)، ممثلة من هونج كونج، أثارت جاذبية وجدلًا كبيرًا في منطقة الصين الكبرى أثناء نشاطها في صناعة الأفلام الإباحية. نشطت في التسعينيات. توفيت في شانغهاي عن عمر يناهز 29 عاماً.

## وصلات خارجية
- بولين تشن على موقع IMDb (الإنجليزية)
- بولين تشن على موقع تيرنر كلاسيك موفيز (الإنجليزية)
- بولين تشن على موقع قاعدة بيانات الفيلم (الإنجليزية)